# Македонский денар
Македо́нский дена́р (макед. македонски денар, алб. Denari maqedonas) — национальная валюта Северной Македонии, название происходит от древнеримского денария.
Один денар формально равен 100 дени, но с 2013 года монеты в дени не используются в качестве средства платежа. С 25 декабря 2000 года по 2006 год в Общероссийском классификаторе валют назывался динаром.

## История
Был введён в обращение 26 апреля 1992 года, в тот момент равнялся югославскому динару. 5 мая 1993 года была произведена деноминация в соотношении 1 новый денар к 100 старым. В обращении находятся монеты достоинством 1, 2, 5, 10 и 50 денаров; банкноты — 10, 50, 100, 500 и 1000 денаров. В 2016 году были введены банкноты номиналом 200 и 2000 денаров. Одновременно банкнота в 5000 денаров изъята из денежного обращения.

## Монеты
На аверсе монет — номинал на фоне стилизованного изображения солнца с 16 лучами. На реверсе — по краю название государства и год выпуска, в центре — соответствующее изображение. Гурт у монет всех номиналов гладкий.
| Изображение | Номинал    | Годы выпуска                            | Описание |
| ----------- | ---------- | --------------------------------------- | --- |
|             | 50 дени    | 1993                                    | Материал: Cu/Zn/Ni 80:17:3. Диаметр 21,5 мм. Масса 4,05 г. Толщина 1,6 мм. В обороте с 10 мая 1993 по 31 декабря 2012. Реверс: озёрная чайка (лат. Larus ridibundus).                     |
|             | 1 денар    | 1993 1997 2001 2006 2008 2014 2016 2020 | Материал: Cu/Zn/Ni 80:17:3. Диаметр 23,8 мм. Масса 5,10 г. Толщина 1,5 мм. В обороте с 10 мая 1993. Реверс: шарпланинская овчарка.                                                        |
|             | 2 денара   | 1993 2001 2006 2008 2014 2018 2022      | Материал: Cu/Zn/Ni 80:17:3. Диаметр 25,5 мм. Масса 6,20 г. Толщина 2 мм. В обороте с 10 мая 1993. Реверс: охридская форель (лат. Salmo letnica).                                          |
|             | 5 денаров  | 1993 2001 2006 2008 2014 2022           | Материал: Cu/Zn/Ni 80:17:3. Диаметр 27,5 мм. Масса 7,20 г. Толщина 1,6 мм. В обороте с 10 мая 1993. Реверс: обыкновенная рысь (лат. Lynx lynx).                                           |
|             | 10 денаров | 2008 2017                               | Материал: Cu/Zn/Ni 70:18:12. Диаметр 24,5 мм. Масса 6,60 г. Толщина 1,93 мм. В обороте с 15 ноября 2008. Реверс: павлин с напольной мозаики из церкви г. Стоби (община Градско), V—VI вв. |
|             | 50 денаров | 2008                                    | Материал: Cu/Zn/Ni 62:20:18. Диаметр 26,5 мм. Масса 7,70 г. Ю Толщина 1,8 мм. В обороте с 15 ноября 2008. Реверс: архангел Гавриил с фрески из церкви св. Георгия в Курбиново             |

## Банкноты

### Серия 1992 года
| Серия 1992 года | Серия 1992 года | Серия 1992 года | Серия 1992 года     | Серия 1992 года | Серия 1992 года     | Серия 1992 года                                         | Серия 1992 года             | Серия 1992 года | Серия 1992 года | Серия 1992 года | Серия 1992 года |
| Изображение     | Изображение     | Номинал         | Основные цвета      | Размеры (мм)    | Водяной знак        | Описание                                                | Описание                    | Даты            | Даты            | Даты            |                 |
| Аверс           | Реверс          | Номинал         | Основные цвета      | Размеры (мм)    | Водяной знак        | Аверс                                                   | Реверс                      | печати          | выпуска         | изъятия         |                 |
| --------------- | --------------- | --------------- | ------------------- | --------------- | ------------------- | ------------------------------------------------------- | --------------------------- | --------------- | --------------- | --------------- | --------------- |
|                 |                 | 10 денаров      | синий               | 145×76          | Повторяющиеся узоры | Монумент Илинден (Македониум) в Крушево                 | Женщины-сборщицы табака     | 1992            | 27 апреля 1992  | 10 мая 1993     |                 |
|                 |                 | 25 денаров      | розовый             | 145×76          | Повторяющиеся узоры | Монумент Илинден (Македониум) в Крушево                 | Женщины-сборщицы табака     | 1992            | 27 апреля 1992  | 10 мая 1993     |                 |
|                 |                 | 50 денаров      | коричневый          | 145×76          | Повторяющиеся узоры | Монумент Илинден (Македониум) в Крушево                 | Женщины-сборщицы табака     | 1992            | 27 апреля 1992  | 31 августа 1993 |                 |
|                 |                 | 100 денаров     | тёмно-синий         | 145×76          | Повторяющиеся узоры | Монумент Илинден (Македониум) в Крушево                 | Женщины-сборщицы табака     | 1992            | 27 апреля 1992  | 31 августа 1993 |                 |
|                 |                 | 500 денаров     | зелёный             | 145×76          | Повторяющиеся узоры | Монумент Илинден (Македониум) в Крушево                 | Женщины-сборщицы табака     | 1992            | 27 апреля 1992  | 31 августа 1993 |                 |
|                 |                 | 1000 денаров    | светло-синий        | 145×76          | Повторяющиеся узоры | Монумент Илинден (Македониум) в Крушево                 | Женщины-сборщицы табака     | 1992            | 27 апреля 1992  | 30 ноября 1993  |                 |
|                 |                 | 5000 денаров    | красный, коричневый | 145×76          | Повторяющиеся узоры | Монумент Илинден (Македониум) в Крушево                 | Девушка за компьютером      | 1992            | 27 апреля 1992  | 30 ноября 1993  |                 |
|                 |                 | 10 000 денаров  | красный, коричневый | 145×76          | Повторяющиеся узоры | Мужской танец и Монумент Илинден (Македониум) в Крушево | Собор Святой Софии в Охриде | 1992            | 27 апреля 1992  | 30 ноября 1993  |                 |

### Серия 1993 года
| Серия 1993 года | Серия 1993 года | Серия 1993 года | Серия 1993 года           | Серия 1993 года | Серия 1993 года                         | Серия 1993 года                                  | Серия 1993 года                         | Серия 1993 года | Серия 1993 года | Серия 1993 года |
| Изображение     | Изображение     | Номинал         | Основные цвета            | Размеры (мм)    | Описание                                | Описание                                         | Описание                                | Даты            | Даты            | Даты            |
| Аверс           | Реверс          | Номинал         | Основные цвета            | Размеры (мм)    | Аверс                                   | Реверс                                           | Водяной знак                            | печати          | выпуска         | изъятия         |
| --------------- | --------------- | --------------- | ------------------------- | --------------- | --------------------------------------- | ------------------------------------------------ | --------------------------------------- | --------------- | --------------- | --------------- |
|                 |                 | 10 денаров      | синий                     | 150×73          | Монумент Илинден (Македониум) в Крушево | Панорама Крушево                                 | Монумент Илинден (Македониум) в Крушево | 1993            | 5 мая 1993      | 1996            |
|                 |                 | 20 денаров      | коричневый, тёмно-красный | 150×73          | Баня Даут-паши в Скопье                 | Часовая башня в Скопье                           | Монумент Илинден (Македониум) в Крушево | 1993            | 5 мая 1993      | 1996            |
|                 |                 | 50 денаров      | красный                   | 150×73          | Монастырь Святого Пантелеимона в Нерези | Старое здание Народного банка Македонии в Скопье | Монумент Илинден (Македониум) в Крушево | 1993            | 5 мая 1993      | 1996            |
|                 |                 | 100 денаров     | коричневый                | 150×73          | Собор Святой Софии в Охриде             | Здание Национального музея в Охриде              | Монумент Илинден (Македониум) в Крушево | 1993            | 5 мая 1993      | 1996            |
|                 |                 | 500 денаров     | коричневый, тёмно-зелёный | 150×73          | Церковь Святого Иоанна Канео в Охриде   | Крепость Самуилова Твердыня в Охриде             | Церковь Святого Иоанна Канео в Охриде   | 1993            | 5 мая 1993      | 1996            |

### Серия 1996—2022 годов
Банкноты в 10 и 50 денаров с 2018 года печатаются в полимерном варианте.
| Аверс | Реверс | Номинал                          | Размеры (мм) | Годы выпуска                                                     | Описание |
| ----- | ------ | -------------------------------- | ------------ | ---------------------------------------------------------------- | --- |
|       |        | 10 денаров                       | 140×70       | 1996, 1997, 2001, 2003, 2005, 2006, 2007, 2008, 2011             | Лицевая сторона: статуэтка богини Изиды из Охрида, III в. до н. э.; серёжка из с. Беранци (община Битола), IV в. до н. э. Оборотная сторона: фрагмент напольной мозаики из церкви г. Стоби (община Градско), V—VI вв. Водяной знак: статуя богини Исиды |
|       |        | 10 денаров                       | 140×70       | 2018                                                             | Лицевая сторона: статуэтка богини Изиды из Охрида, III в. до н. э.; серёжка из с. Беранци (община Битола), IV в. до н. э. Оборотная сторона: фрагмент напольной мозаики из церкви г. Стоби (община Градско), V—VI вв. Водяной знак: статуя богини Исиды |
|       |        | 10 денаров                       | 140×70       | 2020                                                             | Лицевая сторона: статуэтка богини Изиды из Охрида, III в. до н. э.; серёжка из с. Беранци (община Битола), IV в. до н. э. Оборотная сторона: фрагмент напольной мозаики из церкви г. Стоби (община Градско), V—VI вв. Водяной знак: статуя богини Исиды |
|       |        | 50 денаров                       | 143×70       | 1996, 1997, 2001, 2003, 2007                                     | Лицевая сторона: фоллис императора Анастасия I на фоне декоративной арки из церкви св. Пантелеймона в Нерези Оборотная сторона: архангел Гавриил с фрески из церкви св. Георгия в Курбиново Водяной знак: фоллис императора Анастасия I                 |
|       |        | 50 денаров                       | 143×70       | 2018                                                             | Лицевая сторона: фоллис императора Анастасия I на фоне декоративной арки из церкви св. Пантелеймона в Нерези Оборотная сторона: архангел Гавриил с фрески из церкви св. Георгия в Курбиново Водяной знак: фоллис императора Анастасия I                 |
|       |        | 100 денаров                      | 146×70       | 1996, 1997, 2000, 2002, 2004, 2005, 2007, 2008, 2009, 2013, 2018 | Лицевая сторона: лепнина из албанского дома в г. Дебар Оборотная сторона: гравюра 1594 года с видом на Скопье Водяной знак: лепнина |
|       |        | 100 денаров                      | 146×70       | 2022                                                             | Лицевая сторона: лепнина из албанского дома в г. Дебар Оборотная сторона: гравюра 1594 года с видом на Скопье Водяной знак: лепнина |
|       |        | 200 денаров                      | 144×68       | 2016                                                             | Лицевая сторона: глиняная икона из Виницы Оборотная сторона: элементы оформления Пёстрой мечети в Тетово и мечети Исхак-бея в Битоле Водяной знак: узор, номинал                                                                                        |
|       |        | 500 денаров                      | 149×70       | 1996                                                             | Лицевая сторона: золотая погребальная маска из некрополя Требеништа, VI в. до н. э.; серёжка из Охрида, III—II в. до н. э. Оборотная сторона: мак Водяной знак: погребальная маска                                                                      |
|       |        | 500 денаров                      | 149×70       | 2003, 2009, 2014                                                 | Лицевая сторона: золотая погребальная маска из некрополя Требеништа, VI в. до н. э.; серёжка из Охрида, III—II в. до н. э. Оборотная сторона: мак Водяной знак: погребальная маска                                                                      |
|       |        | 500 денаров                      | 149×70       | 2020                                                             | Лицевая сторона: золотая погребальная маска из некрополя Требеништа, VI в. до н. э.; серёжка из Охрида, III—II в. до н. э. Оборотная сторона: мак Водяной знак: погребальная маска                                                                      |
|       |        | 1000 денаров                     | 152×70       | 1996                                                             | Лицевая сторона: икона Богородицы из церкви св. Врачи-Мали в Охриде Оборотная сторона: галерея из церкви св. Софии в Охриде Водяной знак: Богородица |
|       |        | 1000 денаров                     | 152×70       | 2003, 2009, 2013, 2016                                           | Лицевая сторона: икона Богородицы из церкви св. Врачи-Мали в Охриде Оборотная сторона: галерея из церкви св. Софии в Охриде Водяной знак: Богородица |
|       |        | 1000 денаров                     | 152×70       | 2022                                                             | Лицевая сторона: икона Богородицы из церкви св. Врачи-Мали в Охриде Оборотная сторона: галерея из церкви св. Софии в Охриде Водяной знак: Богородица |
|       |        | 2000 денаров                     | 152×70       | 2016                                                             | Лицевая сторона: женщина в свадебном платье из Прилепа Оборотная сторона: элементы оформления позолоченного сосуда XVI века Водяной знак: невеста, номинал                                                                                              |
|       |        | 2000 денаров                     | 152×70       | 2022                                                             | Лицевая сторона: женщина в свадебном платье из Прилепа Оборотная сторона: элементы оформления позолоченного сосуда XVI века Водяной знак: невеста, номинал                                                                                              |
|       |        | 5000 денаров (изъята из оборота) | 155×70       | 1996                                                             | Лицевая сторона: бронзовая фигура Менады из Тетово, VI в. до н. э. Оборотная сторона: фрагмент мозаики из Битолы, V—VI в. до н. э. Водяной знак: фигура Менады                                                                                          |

## Режим валютного курса
Северная Македония использует режим валютного управления при установлении курса денара, курсовой якорь — евро. Денар привязан к евро в соотношении 1 € = 61,4950 MKD.